# باشگاه فوتبال ون پارس نقش جهان
باشگاه فوتبال ون پارس نقش جهان یک باشگاه فوتبال در استان اصفهان بود که در لیگ آزادگان فعالیت می‌کرد. این باشگاه در سال ۱۳۹۹ با مالکیت شرکت ون پارس نقش جهان تأسیس شد و در سال نخست موفق شد مقام قهرمانی در لیگ استانی اصفهان را به‌دست آورد.
این باشگاه در فصل ۱۴۰۰–۱۳۹۹ به لیگ دسته دوم صعود کرد.

این تیم در رقابت‌های لیگ آزادگان فصل ۰۲_۱۴۰۱ مقام هشتم را به‌دست آورد و در تیر ماه سال ۱۴۰۲ امتیاز این تیم به تیم آریو اسلامشهر واگذار شد.

## فصل به فصل
| فصل       | لیگ                       | موقعیت                      | جام حذفی فوتبال ایران | یادداشت |
| --------- | ------------------------- | --------------------------- | --------------------- | ------- |
| ۱۳۹۹–۱۳۹۸ | لیگ استان اصفهان          | اول، قهرمان                 | صعود نکرد             | صعود    |
| ۱۴۰۰–۱۳۹۹ | لیگ دسته سوم فوتبال ایران | اول، قهرمان                 | صعود نکرد             | صعود    |
| ۰۱_۱۴۰۰   | لیگ دسته دوم فوتبال ایران | دوم گروه (ب)(صعود در پلی‌آف) | مرحله سوم             | صعود    |